# Orthostichidium subpendulum
Orthostichidium subpendulum là một loài Rêu trong họ Pterobryaceae. Loài này được (Geh. & Hampe) Broth. miêu tả khoa học đầu tiên năm 1906.